# Mjölig klotterlav
Mjölig klotterlav (Opegrapha sorediifera) är en lavart som beskrevs av P. James. Mjölig klotterlav ingår i släktet Opegrapha och familjen Roccellaceae.  Arten är reproducerande i Sverige. Inga underarter finns listade i Catalogue of Life.